# Zdeněk Krejčí (odbojář)
Zdeněk Krejčí (10. října 1903, Orlová – 30. dubna 1945, Ostrava) byl příslušníkem československého domácího odboje.

## Život
Narodil se v Orlové v rodině kancelisty. 31. července 1921 se vyučil jako obchodní příručí. Vojenskou službu absolvoval u 3. pěšího pluku Jana Žižky z Trocnova v Kroměříži a ukončil ji v hodnosti desátníka. V letech 1927 až 1936 byl živnostníkem – vedl obchod s drogistickým zbožím v Lazech u Orlové. Poté pracoval jako důlní dělník na dole Doubrava a od začátku roku 1938 jako definitivní báňský úředník v Elektrických ústřednách Vítkovických kamenouhelných dolů. Byl členem Sokola Ostrava II.
V roce 1931 se oženil, měl tři děti – dceru a dva syny.

## Odbojová činnost
Od roku 1939 byl členem odbojových skupin Obrana národa a Slezský odboj. Ve Slezském odboji měl hodnost kapitána. Pracoval jako zbrojíř, organizátor a zpravodajec. Jeho zpravodajská značka pro odbojovou skupinu byla M.52. V letech 1939–1940 udržoval styk s ilegálními organizacemi na Slovensku a v Polsku (Organizacja Orła Białego, hlavně v Krakově).
Švagrem Karlem Dvořáčkem, byl nasměrován na Kraków – Bronowice Małe, odkud byly dodávány výbušniny a kde se napojil na zpravodajskou službu Ludvíka Svobody. Rovněž zprostředkovával kontakty odbojové organizace Lvice.
V roce 1943 navázal spojení s ilegální organizací RU-DA v Praze. Byl pověřen vedením její ostravské buňky. Byla mu přidělena výzvědná služba – prováděl fotografování míst, která měla být, jako důležité objekty pro válku, bombardována. Pro práci mu byla přidělena vysílací stanice. Za svou práci byl zařazen do Ústředí výboru ilegální organizace RU-DA.
Organizoval skupinu padesáti mužů, kteří měli při osvobozovacích bojích o Ostravsko za úkol zachránit mosty před zničením. Padl v Ostravě 30. dubna 1945 v odpoledních hodinách při obraně koksovny a elektrárny Karoliny a železničního mostu přes řeku Ostravici za Žofinskou hutí. Most byl zachráněn.
Původně pohřben před Novou radnicí v Ostravě, exhumován 18. 10. 1945 a zpopelněn. Urna s jeho popelem je uložena v kulturní památce, mauzoleu – Památníku Rudé armády v Ostravě v Komenského sadech. Deska s jeho jménem je umístěna na symbolickém hřbitově u památníku II. světové války v Hrabyni.

## Vyznamenání
In memoriam
- Československý válečný kříž 1939  (na základě dekretu uděleného presidentem republiky dne 22. března 1946, číslo matriky 19.597)
- Pamětní medaile 3. střeleckého pluku Jana Žižky z Trocnova  (Medaile trocnovského hrdiny)

## Galerie
- Válečný kříž
- Trocnovský hrdina

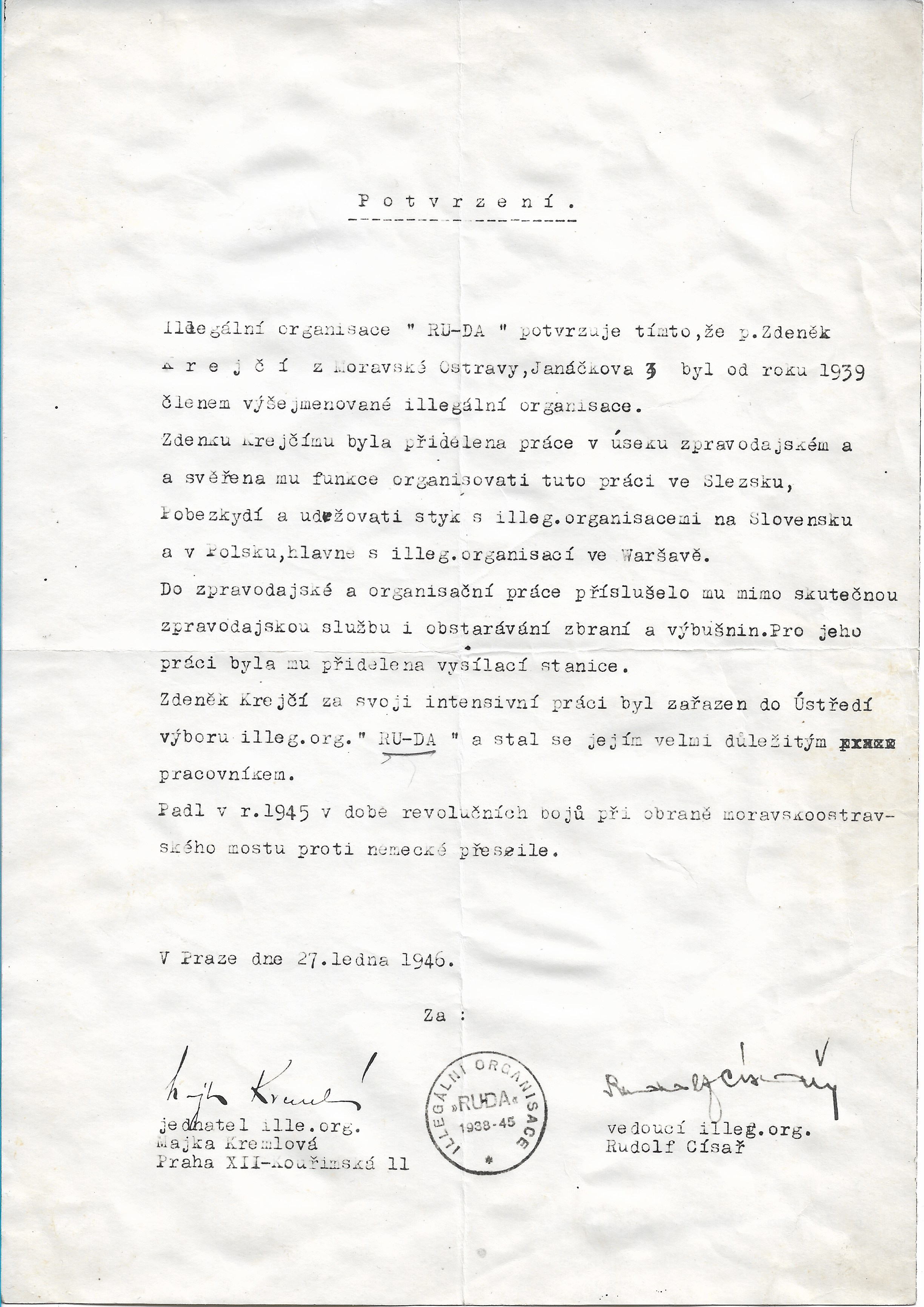
Potvrzení o odboji - RU-DA
- Zpráva Slezského odboje
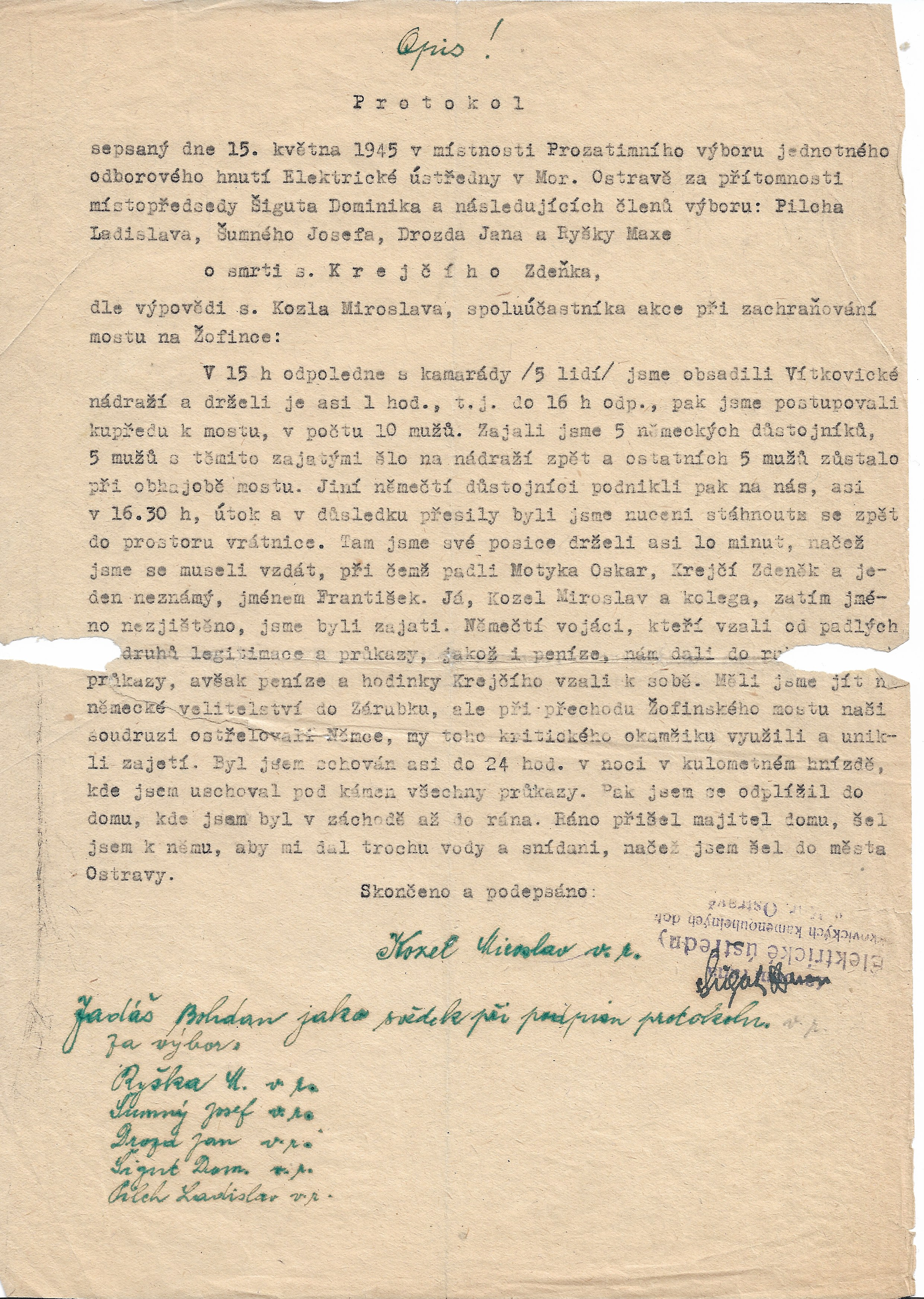
Protokol o smrti
- Pohřební řeč